# Syropalestyna

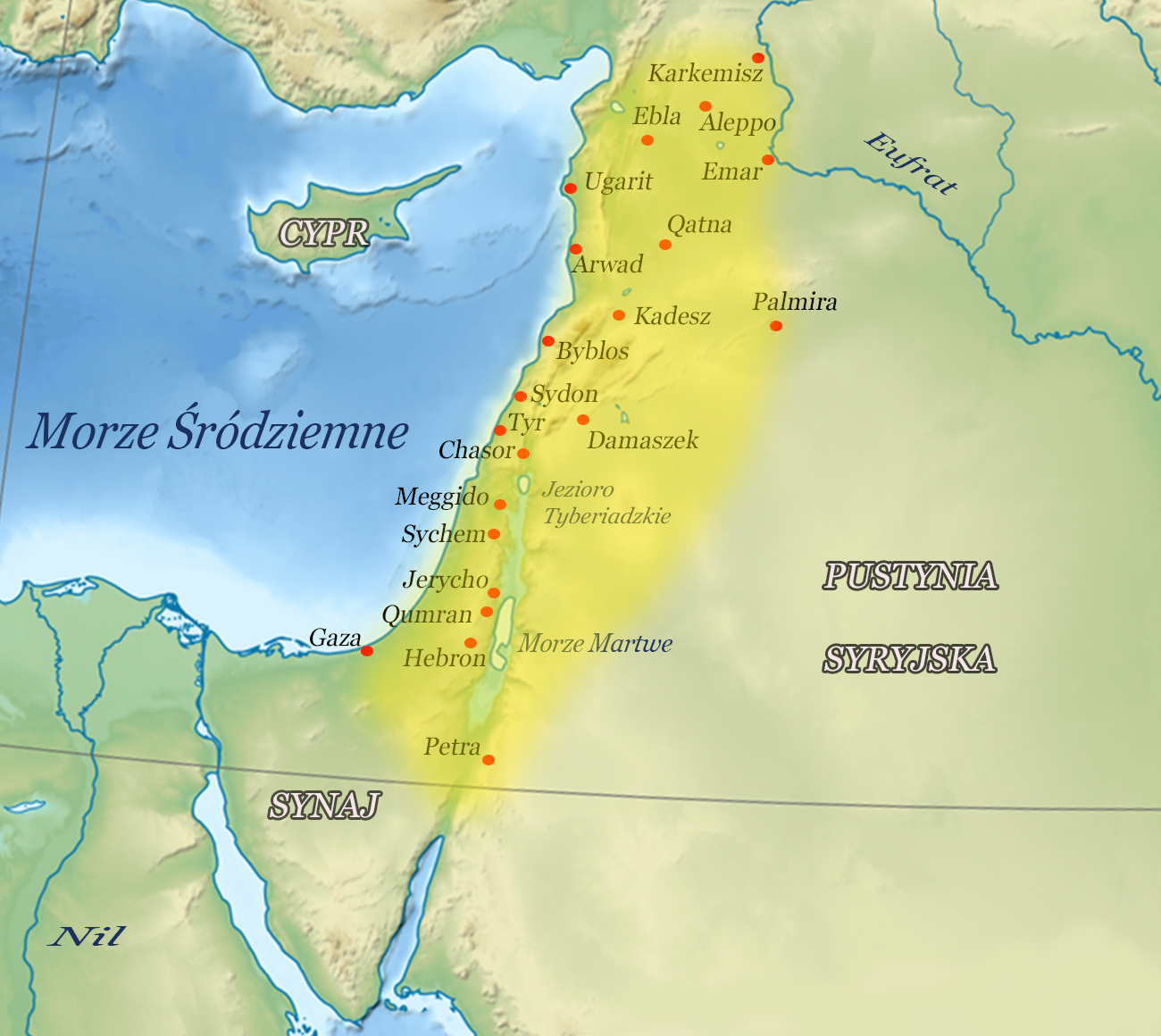
Syropalestyna w starożytności. Niektóre z miast i osad regionu od neolitu preceramicznego do czasów historycznych.

Syropalestyna (inaczej: Syro-Palestyna) – zbiorcza nazwa ziem wchodzących w skład dzisiejszych: Izraela, Palestyny, Jordanii, Syrii i Libanu, stosowana głównie w opracowaniach z zakresu historii starożytnego Bliskiego Wschodu. Współczesnym odpowiednikiem Syropalestyny jest Lewant lub Wielka Syria.

## Ukształtowanie terenu
Zachodnią granicę Syropalestyny wyznacza brzeg Morza Śródziemnego. Granica północna biegnie od ujścia rzeki Orontes wzdłuż przedgórzy Taurusu armeńskiego. Od północnego wschodu Syropalestynę zamyka zakole Eufratu, od wschodu Pustynia Syryjska, zaś od południa Pustynia Negew i półwysep Synaj. Pod względem geograficznym obszar jest bardzo zróżnicowany. Obszary nadmorskie są nizinne, im dalej na wschód teren staje wyżynny z niewielkimi masywami górskimi i zamienia się w wyżynne i górzyste stepy oraz półpustynie w głębi kontynentu. System wodny jest ubogi, poza głównymi rzekami Jordanem i Orontesem zasila go sieć małych rzeczek, będących dopływami dwóch głównych rzek lub wpadających bezpośrednio do Morza Śródziemnego, Jezioro Tyberiadzkie i rozsiane źródła, często okresowe.

## Syropalestyna jako kraina historyczna
Geografia fizyczna Syropalestyny (poza nadmorskimi terenami nizinnymi, dolinami rzek i oazami) utrudniała rozwój rolnictwa. Był to jednak teren idealnie nadający się do hodowli typu nomadycznego, dlatego obszarem tym zainteresowały się koczownicze ludy semickie. Ukształtowanie terenu nie sprzyjało również konsolidacji politycznej. W ciągu całej historii regionu ziemie te podzielone były na mniejsze bądź większe organizmy polityczne. Jedynie w chwilach zagrożenia następował stan chwilowej jedności (w II tysiącleciu p.n.e. dominacja Kananejczyków).